# ユリウス・フォン・ブラース
ユリウス・フォン・ブラース（Julius von Blaas,1845年8月22日 - 1922年8月1日）はオーストリアの画家である。ウィーン美術アカデミーの教授などを務めたカール・フォン・ブラースの息子で、騎馬姿の肖像画などを得意とした。

## 略歴
ローマ近郊のアルバーノ・ラツィアーレに生まれた。父親のカール・フォン・ブラースはオーストリア、チロル生まれの歴史画、装飾画を得意とした画家で、ユリウスが生まれた頃はローマやフィレンツェで修行していた。父親はその後、ウィーン美術アカデミーやヴェネツィア美術アカデミーの教授になった。兄のオイゲン・フォン・ブラース（Eugene von Blaas:1843-1942)も風俗画家として有名になった。
父親から絵画を学び、ヴェネツィア美術アカデミー(Accademia di Belle Arti di Venezia)で学んだ。オーストリアの王室から注文を受け、皇帝フランツ・ヨーゼフ1世や皇后エリーザベトや貴族の肖像画を描いた。1888年にウィーンの絵画館で開かれた展覧会で賞(Carl-Ludwig-Medaille)を受賞した。
息子の Karl Theodor von Blaasも肖像画家となった。

## 作品

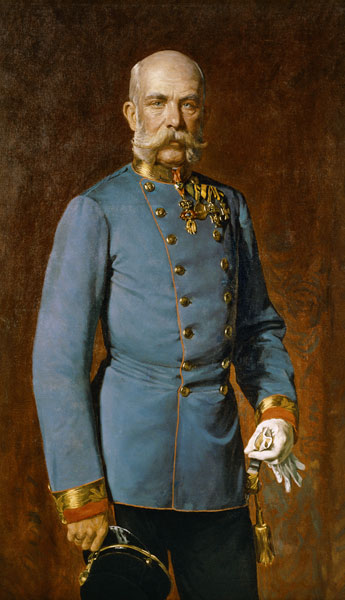
フランツ・ヨーゼフ1世
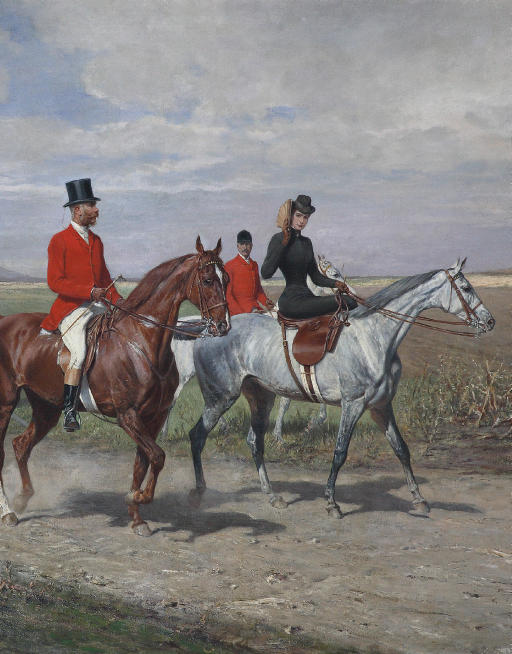
騎馬姿のフランツ・ヨーゼフ1世
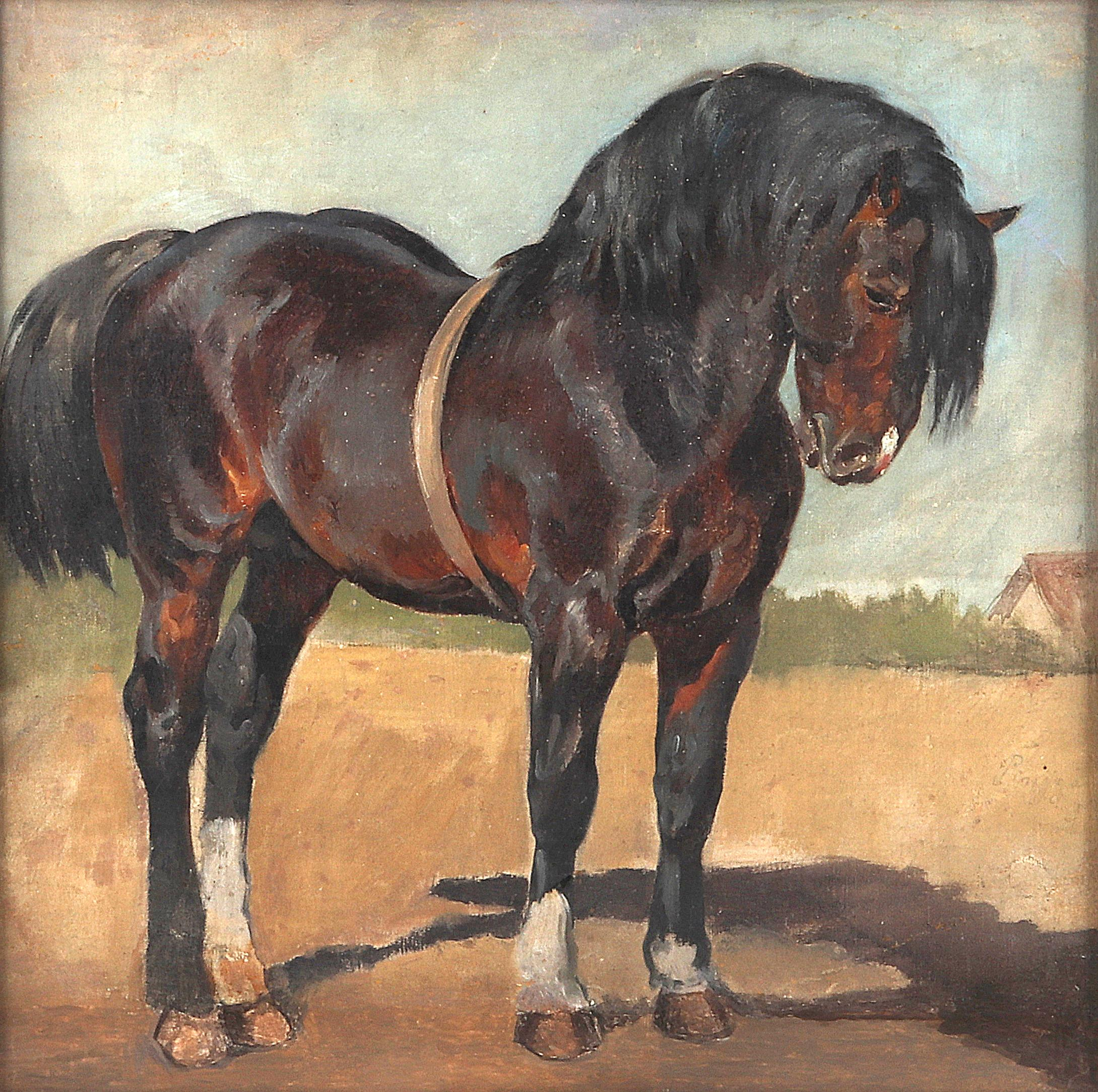
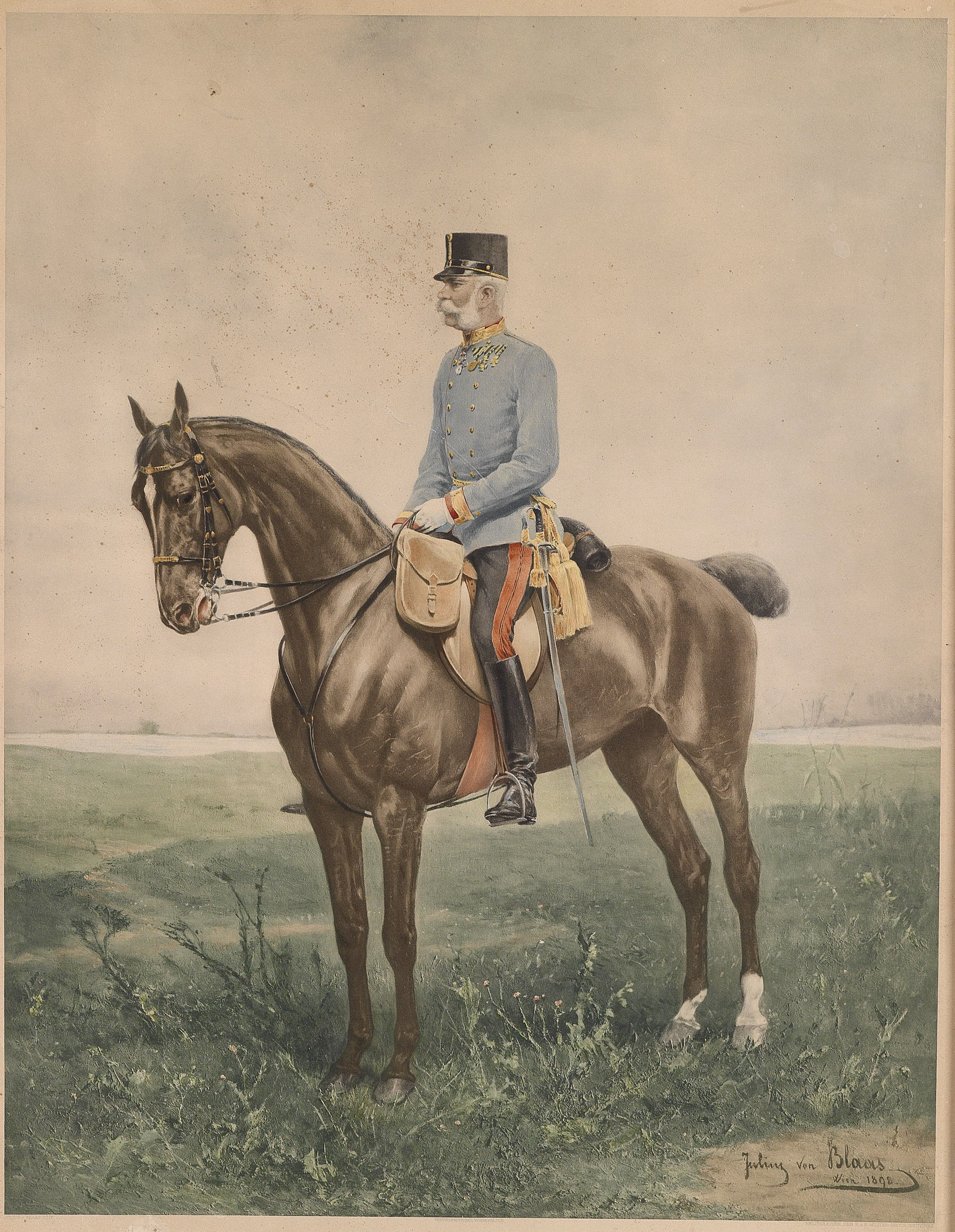
フランツ・ヨーゼフ1世

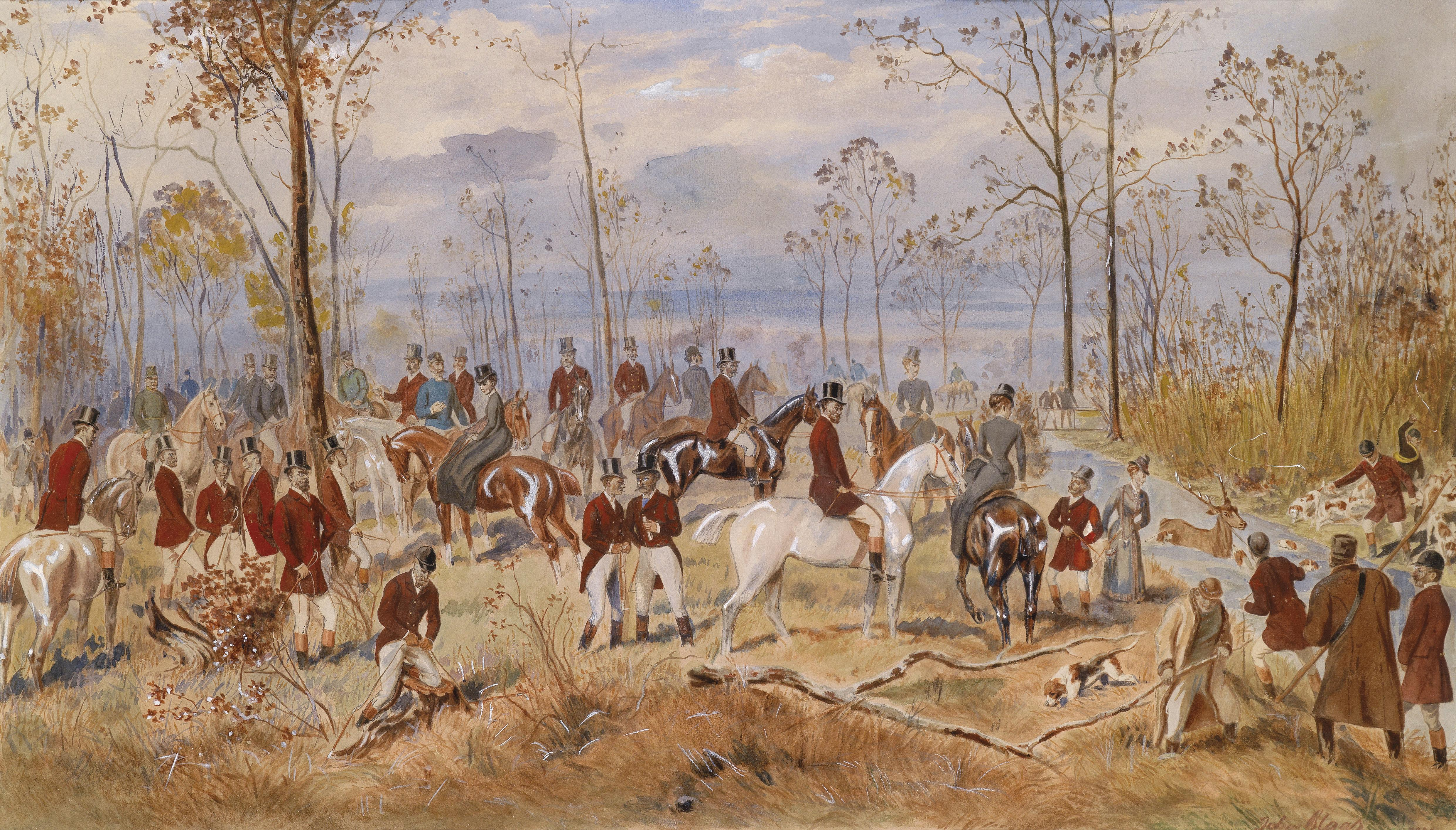
狩りの情景
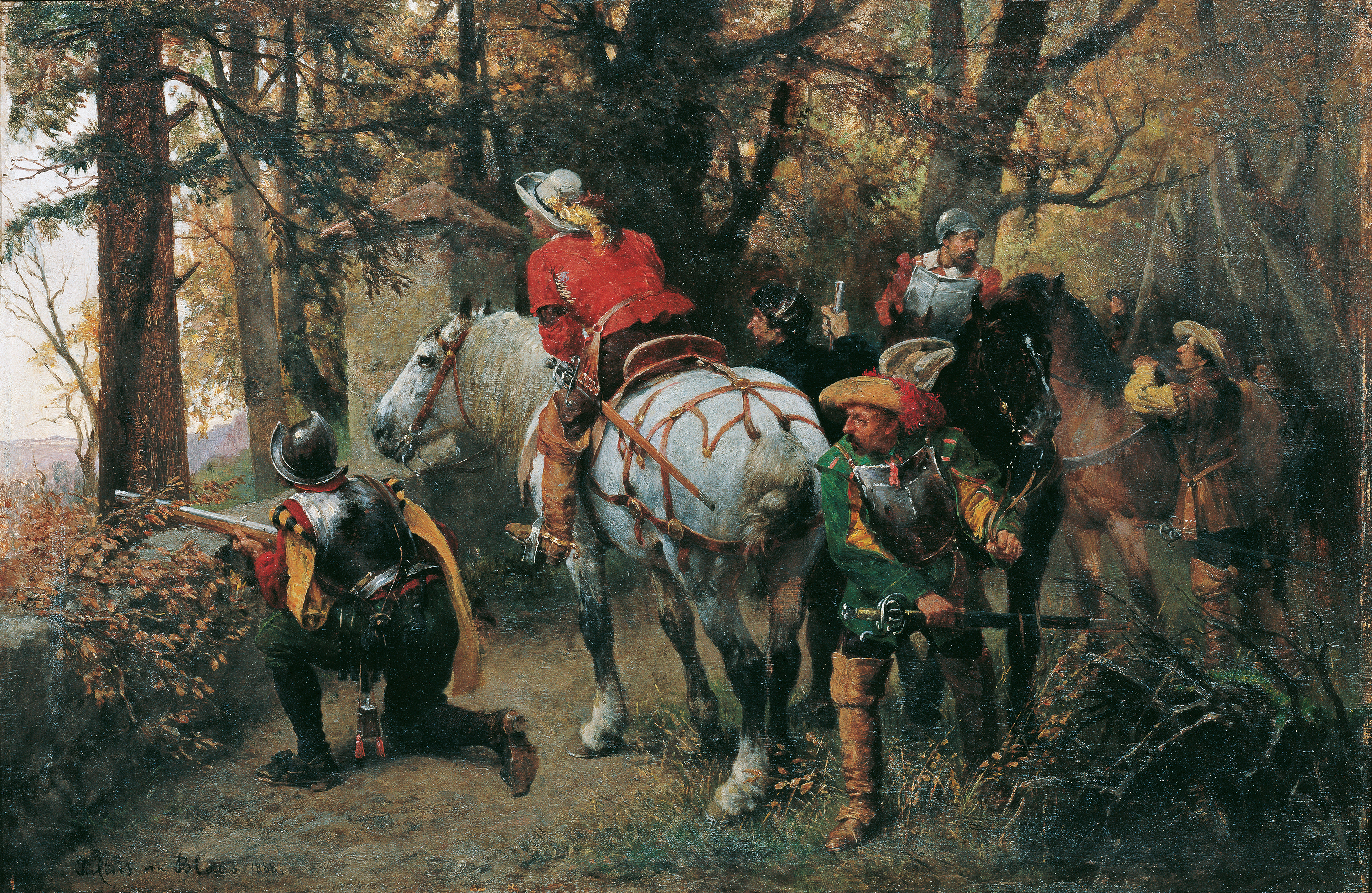
偵察
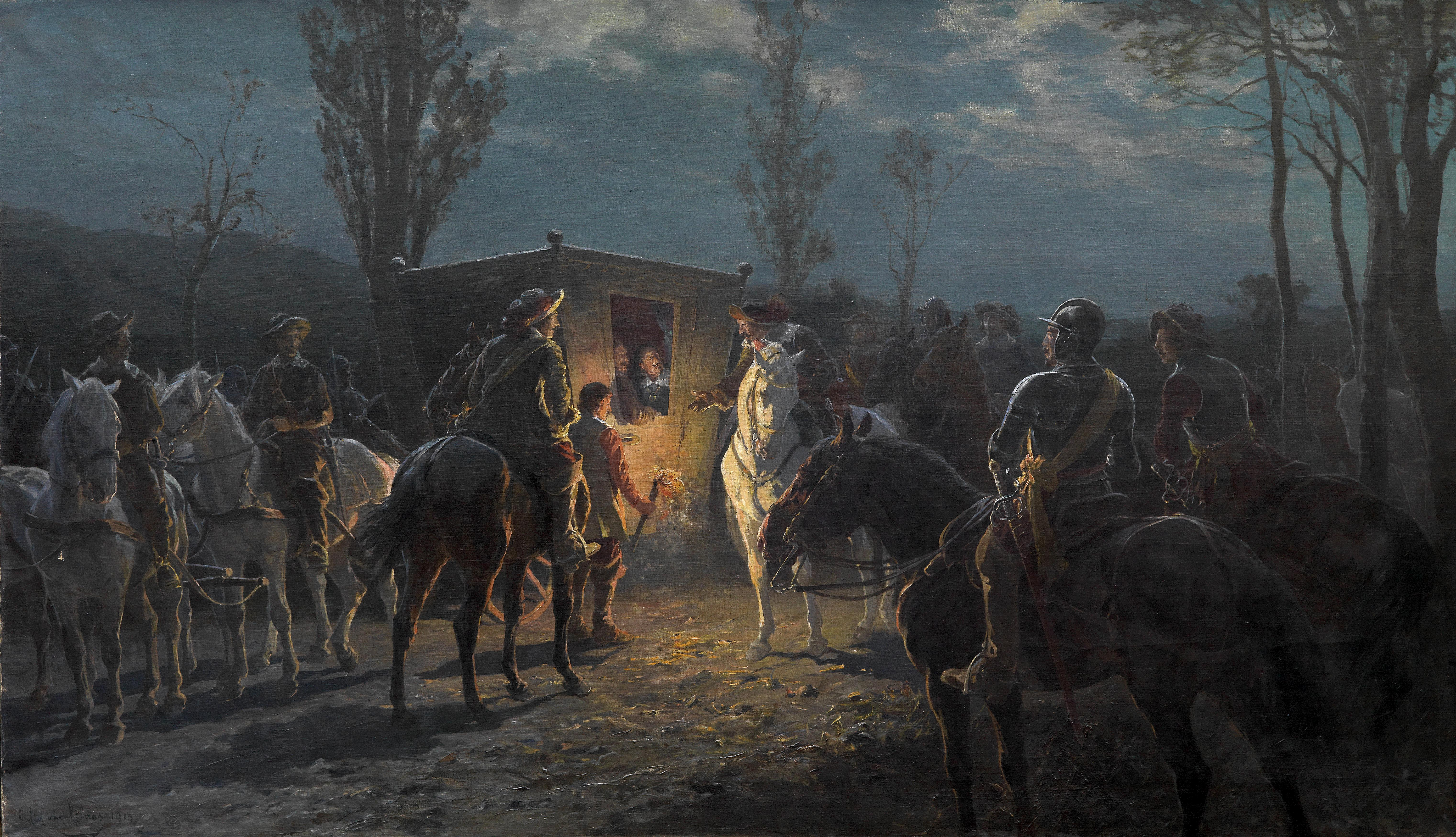
夜景